# Кварто II - Скуола (Изернија)
Кварто II - Скуола је насеље у Италији у округу Изернија, региону Молизе.
Према процени из 2011. у насељу је живело 22 становника. Насеље се налази на надморској висини од 550 м.